# Kravaalbos
Het Kravaalbos is een bos van ongeveer 80 hectare dat grotendeels op het grondgebied van Meldert (Aalst) ligt en een deel op het grondgebied van Mazenzele (Opwijk) en Asse, meer bepaald nabij het gehucht Asse-ter-Heide. Het bos is grotendeels privé-eigendom; een kleiner deel is in handen van het Agentschap voor Natuur en Bos.

## Landschap
Het bos is ten noordwesten van Brussel gelegen aan de rand van het Pajottenland. Het is een restant van het vroegere Kolenwoud. Er ligt een vijver ter grootte van ongeveer 1,5 hectare tussen een ongestoord en een verstoord bosgedeelte. Dit water is ontstaan door de winning van zandsteen. In de twaalfde eeuw werden er op initiatief van de abdij van Affligem steengroeven geëxploiteerd. Met deze zandsteen zijn de parochiekerken van Mazenzele, Baardegem en Meldert (Oost-Vlaanderen) opgebouwd. Ook de Sint-Michielskathedraal in Brussel en de Sint-Janskathedraal van 's-Hertogenbosch in Nederland zijn uit deze zandsteen vervaardigd. Eind zestiende eeuw waren de groeven uitgeput.
Het landschap van het bos vertoont kenmerken van het heuvelland tussen Aalst en Brussel. Zo ligt het hoogste punt om en bij de 80 meter boven zeeniveau, en is er een hoogte-interval van ongeveer 50 meter. Het bos sluit aan op het Natuurpunt-reservaat 'Kravaalvelden' met grasland, hakhoutbos, elzenbroek met wilde hop. Het Kravaalbos is Europees beschermd als onderdeel van Natura 2000-habitatrichtlijngebied onder de noemer Bossen van de Vlaamse Ardennen en andere Zuid-Vlaamse bossen.

## Flora en fauna
Het ongestoorde bosgedeelte is nog in natuurlijke staat. In dit gedeelte komen elzen en wilgen voor met als onderbegroeiing onder andere zeggen en bittere veldkers. In het verstoorde gedeelte zijn boomsoorten aangeplant, zoals de tamme kastanje, de es en de Amerikaanse eik. Wel komen daar nog resten van de oorspronkelijke ondergroei voor met onder andere valse salie, lijsterbes, dalkruid, kamperfoelie, lelietje-van-dalen. Op plaatsen waar de oorspronkelijke ondergroei werd weggehaald komen nu braam, gladde witbol en adelaarsvaren massaal voor. Daarnaast groeit er in het voorjaar wilde hyacint en bosanemoon en in de voorzomer het zeldzame heelkruid. In de nattere gedeelten vindt men onder andere slanke sleutelbloem, speenkruid en dotterbloem.
In het bos komen allerlei diersoorten voor, zoals de ree, rode eekhoorn, bosuil, steenuil, middelste bonte specht, groene specht, buizerd, wespendief, boomklever, kleine ijsvogelvlinder, kievit, vuursalamander en sleedoornpage.

## Landschapsbeleving
Het Kravaalbos is te voet toegankelijk, onder andere via de wandelnetwerken 'Brabantse Kouters'/'Scheldeland'/'Dendervallei Noord'. Er zijn ook bewegwijzerde wandelingen van het Agentschap voor Natuur en Bos. Door het Kravaalbos loopt het GR-pad 128 tussen Mazenzele en Meldert en de Streek-GR Groene Gordel. Fietsen, mountainbiken en paardrijden zijn in het bos niet toegelaten.

## Afbeeldingen

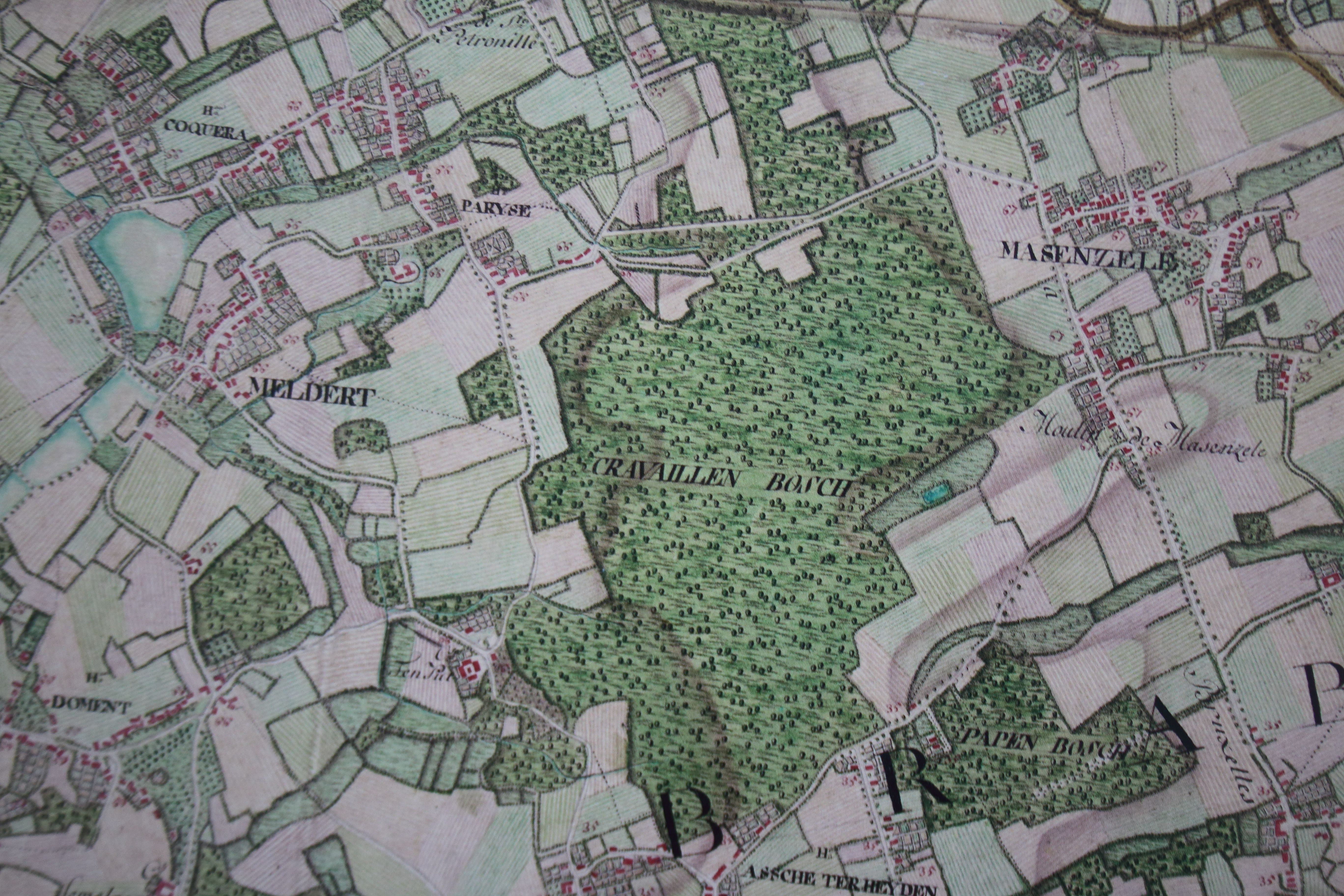
Kravaalbos op de Ferrariskaart
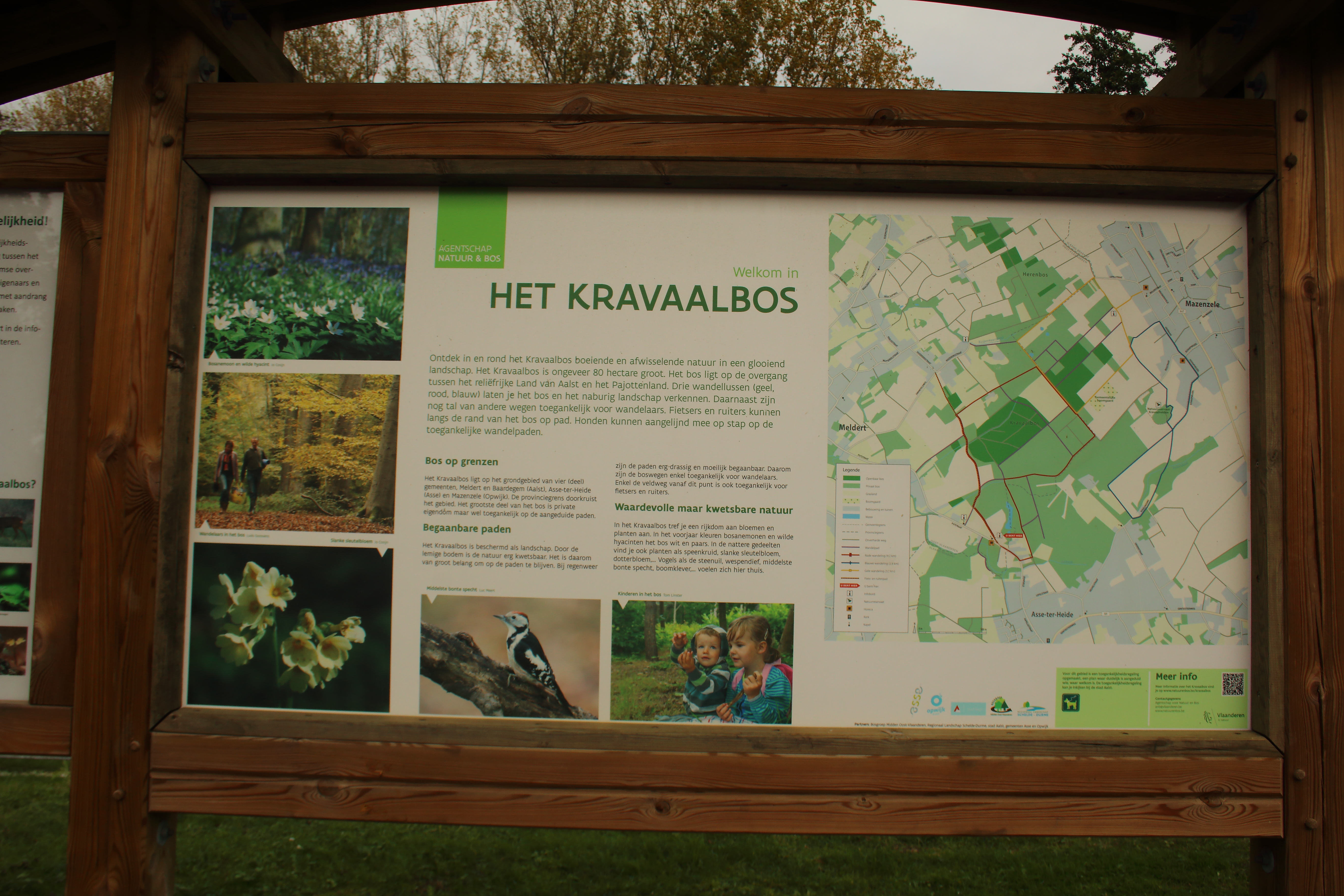
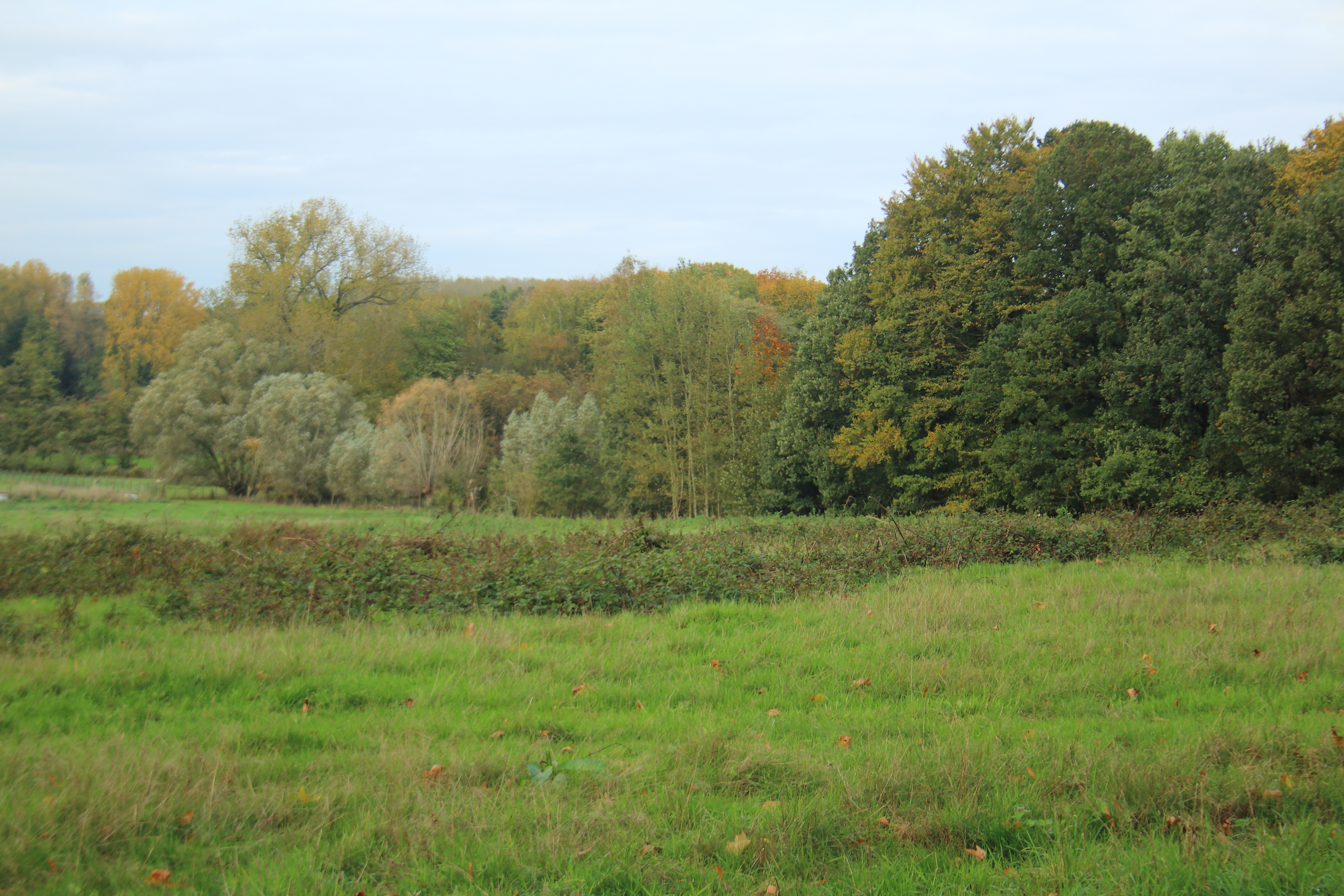
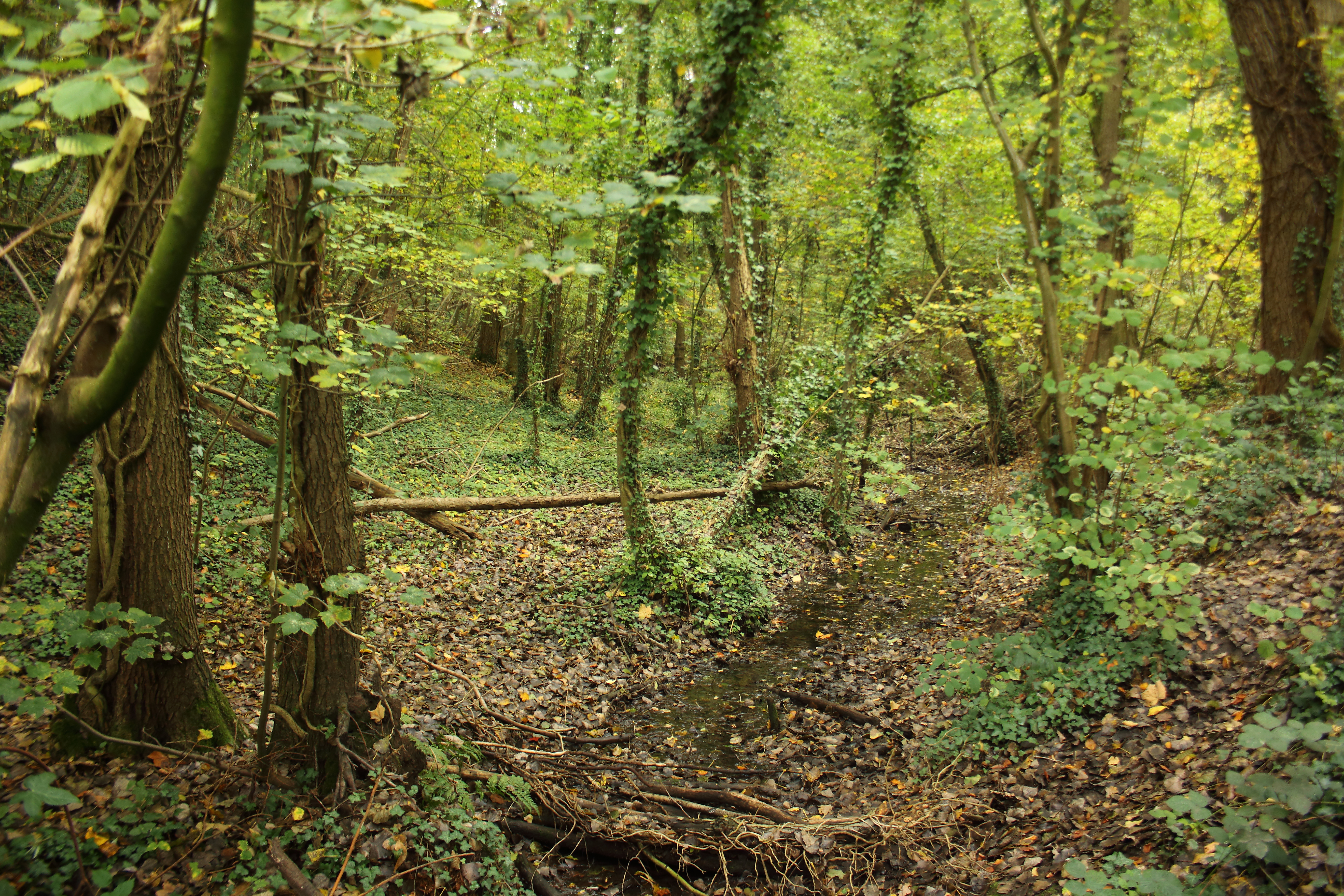
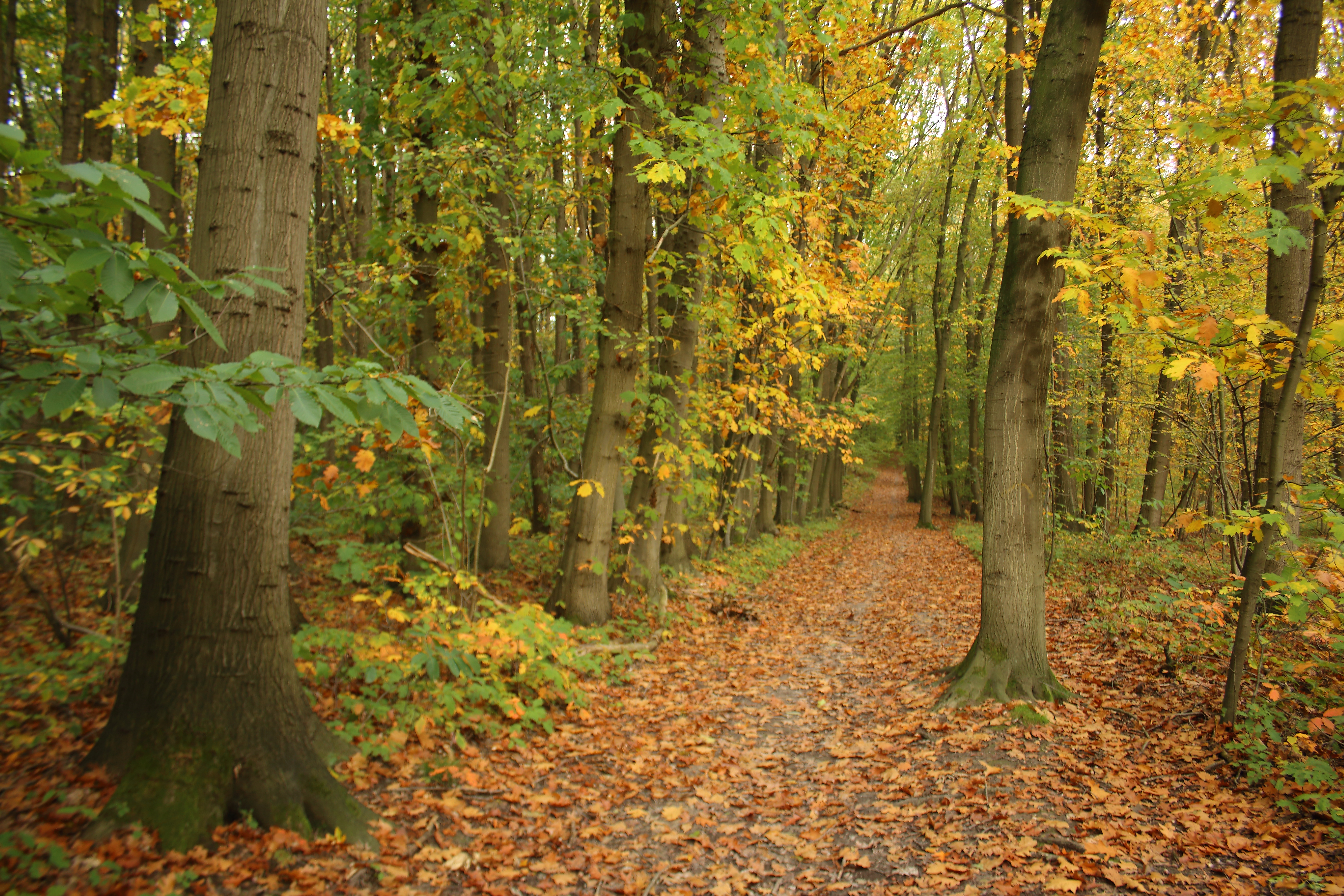